# Derek Landy
Derek Landy (ur. w 1974 roku w Lusk) jest irlandzkim pisarzem i scenarzystą.
Za scenariusz filmu Dead Bodies w 2003 roku został nominowany do IFTA. Jego debiutancka powieść, Kościany Przyjemniaczek, została opublikowana w 2007 roku. Za prawa do wydania książki wydawnictwo HarperCollins zapłaciło 1 milion funtów.
Landy ma także czarny pas w kenpō karate.

## Twórczość

### Scenariusze
- Dead Bodies (2003)
- Boy Eats Girl (2005)

### Powieści
- Kościany Przyjemniaczek (2007, ISBN 978-83-241-2910-2)
- Kościany Przyjemniaczek. Zabawa z ogniem (2008, ISBN 978-83-241-3072-6)
- Skulduggery Pleasant 3: The Faceless Ones (2009)